# Єнісейбуд
Головне управління «Єнісейбуд» — Головне управління (главк) МВС СРСР з розвідки та експлуатації родовищ і будівництва підприємств кольорових і рідкісних металів в Красноярському краї. Організоване 16 квітня 1949 наказом МВС № 00349. Базувався главк в Красноярську. Для керівництва його діяльністю у складі МВС СРСР був організований Сьомий спеціальний відділ.

«Єнісейбуд» мав можливість залучати потрібних йому фахівців будь-якими способами, з будь-яких регіонів країни, будь-яких галузей народного господарства.

## Перспективні райони
- Сорське молібденове родовище
- Мідне родовище в Хакасії
- Раздолінське сурм'яне підприємство
- Туїмський вольфрамовий рудник
- Татарське бокситове родовище
- Нефелінові рудні родовища

## ВТТ
- Південно-Західне гірничопромислове управління та ВТТ
- Тайгове гірничопромислове управління та ВТТ
- Красноярське будівництво та ВТТ
- Східно-свинцеве Управління та ВТТ
- Туїмське гірничопромислове управління та ВТТ
- Красноярське Управління СПЕЦІАЛЬНОГО будівництва і ВТТ
- ВТТ «ДС» Єнісейбуду
- ВТТ ТА БУДІВНИЦТВО АКТОВРАКСЬКОГО КОМБІНАТУ
- ВТТ ТА БУДІВНИЦТВО ЗАЛІЗНИЦІ КРАСНОЯРСЬК-Єнісейськ
- Уленське гірничопромислове управління та ВТТ

## Спецпоселенці
Поряд з табірним контингентом, на геологорозвідувальних, гірських, будівельних та навантажувально-розвантажувальних роботах і лісових розробках, в гірничопромислових управліннях працювали спеціальні поселенці і виселенці. На 1 січня 1950 виселенців-спеціальних поселенців в Єнісейбуді було близько 3000 чоловік. У 1950 планувалося доповнити цю категорію на 3800 осіб. Спеціальні комендатури з обліку спеціальних поселенців і виселенців розміщувалися в Красноярську, в селищі Раздолінськ Удерейського району, в селищі Согра Усть-Абаканського району, Мінусинську. Для керівництва їх діяльністю у складі Єнісейбуду був організований перший відділ.